# Floréal-klassen
Floréal-klassen er en let "overvågningsfregat" designet til behovene i den franske flåde efter slutningen på den kolde krig. De er ikke bygget efter militære standarder men derimod efter kommercielle standarder. Skibene er alle navngivet efter den franske republikanske kalender.

## Behov for en nyt skibtype
Efter den kolde krigs afslutning følte man at risikoen for en storstilet militær konfrontation ikke længere var tilstede. Marine Nationale skulle omstille sig til nye missioner, men de gamle korvetter af D'Estienne d'Orves-klassen man tidligere havde benyttet til opgaverne var efterhånden var udslidte og ikke særligt velegnede til opgaverne.
Konceptet "overvågningsfregat" kom frem da den franske regering udtrykte ønske om bedre kontrol med sin store eksklusive økonomiske zone (EEZ) på 12 millioner km². Et andet behov der opstod er muligheden for at kunne udføre humanitære, diplomatiske operationer samt håndhævelse af den franske suverænitet. For at kunne udføre disse operationer er det en nødvendighed med en helikopter. Helikopteren er i stand til at kunne yde hurtig og langtrækkende støtte eller foretage redningsoperationer.
Disse behov definerede hvordan klassen ville blive bygget: mindre størrelse, ekstremt stabil for at kunne operere en tung helikopter i alt slags vejr, lille besætning samt et økonomisk og langtrækkende fremdrivningssystem. Samtidigt skal skibet også kunne medbringe et antal Marineinfanterister samt en let armering.

## Konstruktion
I et kostreduceringsprogram valgte man at konstrurere klassen efter civile standarder på værftet Chantiers de l'Atlantique i Saint-Nazaire. Skibene er bygget efter SOLAS (Safety Of Life At Sea) regulativerne, som kræver at skroget består af 11 vandtætte sektioner. Det Norske Veritas regulativer er brugt i henhold til strømproduktion og sikkerhed. Skibene er bygget i sektioner, hver med seks præfabrikerede dele vejende op til 570 tons og samlet i en tørdok (Denne metode blev senere også benyttet til La Fayette-klassen). De første søprøver blev udført i 1991 med en civil besætning, mens Marine Nationale kun var med som en observatør.

## Udstyr
Bevæbningen blev bestilt fra DCN i Lorient, en traditionel producent af våben til den franske marine.
Den tydeligste del af bevæbningen er placeret fordækket; 100 mm kanonenen, som er den franske standardkanon. Kanonen er installeret som et standalone system med magasin og ildledelsescomputer. Skibene er desuden udstyret med 2 Exocet missiler, et Dagaie missilvildledningssystem, 2 stk. 20 mm maskinkanoner samt et ESM-system.
Helikopteren er en ubevæbnet Eurocopter AS565 Panther.

## Den marokkanske flåde
Den marokkanske flåde (Marine Royale) benytter 2 fregatter af Floréal-klassen. De to fregatter er navngivet efter de marokkanske konger Mohammed V og Hassan II. De 2 fregatter blev solgt sammen med 3 Panther helikoptere.
De to fregatter blev udstyret med en Otobreda 76 mm kanon i stedet for den franske 100 mm kanon, og har desuden udskiftet Sea Tiger radaren med en WM-25 luftvarslings og ildledelsesradar.

## Skibe i klassen
| Pnt.     | Navn        | Kølen lagt         | Søsat           | Indgået          | Skæbne     | Kaldesignal |          |
| Frankrig | Frankrig    | Frankrig           | Frankrig        | Frankrig         | Frankrig   | Frankrig    | Frankrig |
| -------- | ----------- | ------------------ | --------------- | ---------------- | ---------- | ----------- | -------- |
| F730     | Floréal     | 2. april 1990      | 6. oktober 1990 | 27. maj 1992     | I tjeneste | FAFR        |          |
| F731     | Prairial    | 11. september 1990 | 16. maj 1991    | 20. maj 1992     | I tjeneste | FARP        |          |
| F732     | Nivôse      | 16. januar 1991    | 11. august 1991 | 15. oktober 1992 | I tjeneste | FANV        |          |
| F733     | Ventôse     | 28. juni 1991      | 14. marts 1992  | 15. maj 1993     | I tjeneste | FAVE        |          |
| F734     | Vendémiaire | 17. januar 1992    | 23. august 1992 | 21. oktober 1993 | I tjeneste | FAVM        |          |
| F735     | Germinal    | 17. august 1992    | 14. marts 1993  | 17. maj 1994     | I tjeneste | FAGE        |          |
| Marokko  |             |                    |                 |                  |            |             |          |
| 611      | Mohammed V  | 1998               | 2001            | 2002             | I tjeneste | -           |          |
| 612      | Hassan II   | 1998               | 2002            | 2002             | I tjeneste | -           |          |

## Galleri
- Germinal (F735) i Cherbourg
- Floréal (F730), i Bora Bora lagunen
- Prairial (F731) forlader Papeete
- Ventôse (F733) i september 1998
- Marokkanske Muhammed V (611) i Gibraltarstrædet
- Vendémiaire (F734) ved Nouméa i Ny Kaledonien

## Eksterne links
- Globalsecurity.org Arkiveret 12. september 2009 hos  Wayback Machine (engelsk)
- Warship forecast: Floréal class Arkiveret 7. oktober 2013 hos  Wayback Machine (engelsk)
- ACP113 (AH) Arkiveret 18. juli 2011 hos  Wayback Machine (engelsk)